# Серебряков Олександр Вікторович
Олекса́ндр Ві́кторович Серебряко́в (нар. 18 травня 1992, м. Дніпро, Дніпропетровська область, Україна — пом. 27 червня 2014, м. Миколаївка, Слов'янський район, Донецька область, Україна) — український військовослужбовець, десантник, старший солдат Збройних сил України.

## Життєпис
Народився 1992 року у місті Дніпро (на той час — Дніпропетровськ). Мешкав у Самарському районі міста. Закінчив 9 класів середньої загальноосвітньої школи № 127. З 2007 по 2010 рік навчався у Дніпропетровському професійному залізничному ліцеї, де здобув професію «Провідник пасажирського вагона, касир квитковий». Працював у Дніпропетровському моторвагонному депо Придніпровської залізниці. Через рік пішов на строкову армійську службу, яку проходив у Президентському полку, м. Київ.
У зв'язку з російською збройною агресією проти України 11 березня 2014 року добровольцем прийшов до Самарського районного військкомату, призваний за частковою мобілізацією і направлений до Дніпропетровської бригади ВДВ.
Старший солдат, стрілець-помічник гранатометника 25-ї окремої повітряно-десантної бригади, в/ч А1126, смт Гвардійське, Дніпропетровська область.
Загинув у ніч на 27 червня 2014 року о 1:50 на одному з блокпостів під Слов'янськом від кулі снайпера.
Прим. У даних, що оприлюднені Міністерством оборони, зазначено, що старший солдат Серебряков загинув 26 червня о 13:30 внаслідок мінометного обстрілу біля м. Миколаївка у Слов'янському районі.
Похований на кладовищі Ігрень м. Дніпро. Залишилась мати Тетяна Серебрякова. Коштом міського та державного бюджетів для матері загиблого 22-річного десантника придбано однокімнатну квартиру.

## Нагороди та вшанування
- Указом Президента України № 619/2014 від 26 липня 2014, «за особисту мужність і героїзм, виявлені у захисті державного суверенітету та територіальної цілісності України», нагороджений орденом «За мужність» III ступеня (посмертно)[3].
- 5 липня 2015 неподалік стели на в'їзді у м. Слов'янськ (з боку Краматорська), де був розташований блокпост № 5, відкрито пам'ятний знак двом десантникам 25-ї бригади, які загинули у боях за визволення міста від російських терористів — Олександру Серебрякову та Роману Менделю[4].
- В грудні 2015 в м. Дніпро вул. Постишева було перейменовано на вулицю Олександра Серебрякова[5].
- У травні 2016 в КЗО НСЗШ № 127 у м. Дніпро було відкрито меморіальну дошку на честь випускника школи Олександра Серебрякова[6]
- медаль «За визволення Слов'янська» (посмертно).